# 藤咲あかね
藤咲 あかね（ふじさき あかね、5月26日 - ）は、日本の女性声優。鹿児島県出身。
事務所に所属せず、フリーランスで活動。IMAGICA IRIS、NOKID業務提携。かつてはピムズエンタプロに所属していた。

## 人物
芝居は独学によるもの。声質は透き通った芯のある声と評される。
自主制作作品をはじめとし、幅広い業務を請け負う。
好きなことは演技、歌うこと、お話。趣味はお絵描き、裁縫、創作人形、料理。鹿児島県出身のため、鹿児島弁を喋ることができる。

## 出演
太字はメインキャラクター。

### 劇場アニメ
- ピリオド オブ・ザ マウスマン（2018年）
- マウスマン〜愛の塊〜（2020年、ヒロコ[3]）

### OVA
- マジカルピロコ（2018年、マジカルピロコ）
- またいつか、キミと（2018年、ハル）

### Webアニメ
- 交通パトロール あんこちゃん（2017年 - 2018年、りおん）
- もしもビジネスカップルYouTuberが両片思いだったら！（2020年、まひる）

### ゲーム
- 朝が弱い僕を起こしてください!（2018年、夢宮めぐみ）
- 超朝が弱い僕を起こしてください!（2019年、夢宮めぐみ）
- Tap! MW（2019年、セリア）
- リーフィ村あどべんちゃー！（2020年、アリス）
- Memory of Gaia 記憶を求めて...（時期未定、レミィ）

### ドラマCD・ボイスドラマ
- 魔法少女☆ちぇりぼむ!!4（2019年、エキストラ）
- わけあおう（2020年、あっちゃん）
- 東方「姉妹達のラプソディ」（2020年、古明地こいし）
- 夜神灯-Yagami- 番外 魔風退散編（2020年、服部千尋[4]）
- 君へのありがとう（2020年、花房鈴菜）
- 海の見える図書室 春、それから。（2020年、冬草ミフユ）

### その他コンテンツ
- 神奈川県相模原市『マジカルピロコ』
- 三重県伊賀市『みたま』
- 長野県松本市『城元三姉妹』（城元あん、城元せせら、城元まり）
- 栃木県『宇都宮 芳姫』
- 花柳劇団 会場アナウンス（全6件）
- 門脇舞以と大辺璃紗季のどﾄﾞﾙﾙｩｯのコーナー第40回
- 動画コミック「むすこくんのまんま!」（全役）
- 動画コミック「パリピ飯」（全役）
- ゆるとらべる（紅葉）
- ysp yokohamatotsuka channel(凸華)